# Museu Reial d'Ontario
El Museu Reial d'Ontario (Royal Ontario Museum), comunament conegut com a ROM, està localitzat a Toronto, Ontario, Canadà. És el museu de cultura mundial i història natural més gran del Canadà. El ROM és el cinquè museu més gran d'Amèrica del Nord, i conté uns sis milions d'ítems i més de 40 galeries.
Té una col·lecció important de dinosaures, art africà i de l'Orient Pròxim, art de l'Àsia oriental, història europea i història del Canadà. Conté la col·lecció de fòssils dels esquists de Burgess més gran del món, més de 150.000 espècimens.
La romarchita és un mineral de la classe dels òxids que rep el seu nom de l'acrònim del museu, ja que és on es va estudiar per primera vegada.